# Прекі
Предраг Радославлевич (серб. Предраг Радосављевић), більш відомий, як Прекі (англ. Preki); нар.24 червня 1963, Белград, СФРЮ) — американський футболіст і футбольний тренер сербського походження. Півзахисник, відомий за виступами за «Канзас-Сіті Візардз» і збірну США. Учасник чемпіонатіу Світу 1998 року.

## Клубна кар'єра

### Рання кар'єра
Предраг вихованець команди «Чукарички», в 1982 році підписав контракт з «Црвеною Цвездою», де і провів наступні три роки, проте основним гравцем не був.
Влітку 1985 року тренер американського шоубольного клубу «Тахома Старз» помітив Предрага на турнірі в Белграді і запропонував йому контракт. Прекі переїхав у США, де п'ять сезонів виступав за нову команду. Влітку 1989 року він подав документи на отримання американського громадянства, а також вирішив повернутися у великий футбол, щоб отримати шанс проявити себе на міжнародному рівні.
Сезон 1990 року Прекі провів у шведському «Раслаттсі». У серпні того ж року він перейшов в шоубольний «Сент-Луїс Сторм».
У 1992 році він перейшов в англійський «Евертон». Сума трансферу склала 100 тис. фунтів. В Англії Прекі був футболістом резерву і в основному виходив на заміну, тому в 1994 році він повернувся у США, ставши гравцем шоубольного «Сан-Хосе Грізліс».
Друга спроба закріпитися на туманному Альбіоні була зроблена Предрагом влітку того ж року. Він перейшов в «Портсмут», але як і в перший раз Прекі швидко повернувся в США.

### Кар'єра в MLS
У 1996 році з утворенням MLS, Прекі підписав контракт з лігою і незабаром став футболістом клубу «Канзас-Сіті Візардз». Предраг швидко став лідером команди. У 2000 році він допоміг клубу виграти Кубок MLS. Також він є єдиним футболістом, що двічі був визнаний найціннішим футболістом MLS.
У 2001 році Прекі перейшов в «Маямі Ф'южн» і у своєму єдиному сезоні за клуб допоміг йому виграти MLS Supporters' Shield. У тому ж році він повернувся в «Канзас-Сіті Візардз», з яким виграв Кубок Ламара Ганта. У 2005 році Прекі завершив кар'єру у віці 42 років, забивши у своєму останньому матчі гол.

## Міжнародна кар'єра
3 листопада 1996 року в матчі проти збірної Гватемали Прекі дебютував за збірну США.
У 1998 році він взяв участь у Золотому кубку КОНКАКАФ. На турнірі Предраг був основним футболістом і зіграв у всіх чотирьох матчу проти збірних Куби, Мексики, а в поєдинках проти Коста-Рики і Бразилії забив переможні м'ячі. Він допоміг національній команді завоювати срібні медалі. У тому ж році Предраг потрапив в заявку на участь в чемпіонаті світу у Франції. На турнірі він взяв участь у поєдинках проти збірних Ірану та рідної Югославії.
Всього за збірну Прекі зіграв 28 матчів і забив 3 голи.

## Тренерська кар'єра
У 2006 році Прекі на запрошення Боба Бредлі став його асистентом у клубі «Чівас США». При призначенні у наступному році Бредлі тренером національної збірної Сполучених Штатів, Прекі став головним тренером клубу «Чівас США» перед сезоном 2007 року. Прекі покинув Чівас «за взаємною згодою» 12 листопада 2009 року після трьох сезонів з клубом в MLS.
19 листопада 2009 року став головним тренером канадського «Торонто», проте пропрацював з командою менше року і був звільнений 14 вересня 2010 року. До цього часу «Торонто» кваліфікувалося на  в Лігу чемпіонів КОНКАКАФ сезону 2010/11 після перемоги в чемпіонаті Канади 2010 року.
15 липня 2013 року після майже трьох років без тренерства, Прекі був названий головним тренером новоствореному клубу United Soccer League «Сакраменто Ріпаблік», ставши їх першим тренером в історії. В першому ж сезоні Прекі виграв з клубом чемпіонат USL, але в другому сезоні справи пішли гірше і 8 липня 2015 року він оголосив про свою відставку.
12 жовтня 2016 року інший клуб USL «Сент-Луїс» представив Прекі своїм тренером для майбутнього сезону 2017 року.

## Досягнення

### Командні
«Црвена Звезда»
- Чемпіон Югославії: 1983/84
- Володар Кубка Югославії: 1984/85

 «Канзас-Сіті Візардз»
- Володар Кубка MLS: 2000
- Володар MLS Supporters' Shield: 2000
- Володар Кубок Ламара Ганта: 2004

 «Маямі Ф'южн»
- Володар MLS Supporters' Shield: 2001

### Міжнародні
США
- Срібний призер Золотого кубка КОНКАКАФ: 1998

### Індивідуальні
- Найцінніший гравець Major Indoor Soccer League: 1989
- Найцінніший гравець MLS: 1997, 2003

### Тренерські
«Торонто»
- Чемпіон Канади: 2010

 «Сакраменто Ріпаблік»
- Чемпіон USL: 2014